# Competència judicial internacional
La competència judicial internacional és la concreta assignació de l'exercici de la potestat jurisdiccional sobre una disputa de caràcter internacional als tribunals i autoritats públiques d'un Estat.
Les normes de competència judicial internacional determinen quins litigis, i d'acord amb quins criteris i principis, els òrgans jurisdiccionals i les autoritats públiques d'un Estat poden entrar a conèixer dels litigis i qüestions derivats de situacions privades internacionals.